# Абрагам ван Гелсінг
Професор Абрагам ван Гелсінг (англ. Professor Abraham Van Helsing) — вигаданий персонаж із готичного роману жахів 1897 року «Дракула», написаного Бремом Стокером. ван Гелсінг — нідерландський лікар-ерудит із широким колом інтересів і досягнень, про що частково свідчить рядок літер, що слідують за його ім'ям: «MD, D.Ph., D.Litt. тощо», що вказує на багатий досвід, освіту та знання. Він лікар, професор, юрист, філософ, вчений і метафізик. Персонаж найбільше відомий завдяки багатьом екранізаціям історії як вбивця вампірів, мисливець на монстрів і заклятий ворог графа Дракули, а також прототип і архетипічний парапсихолог у наступних творах паранормальної фантастики. Деякі пізніші твори розповідають нові історії про ван Гелсінга, а в інших, як-от «Дракула» (2020) і «Я прокинувся вампіром» (2023), де персонажі є його нащадками.

## Дракула
У романі професор ван Гелсінг викликаний його колишнім студентом, Джоном Сьюардом, щоб допомогти з таємничою хворобою Люсі Вестенра. Дружба ван Гелсінга з Сьюардом частково базується на невідомій попередній події, під час якої ван Гелсінг отримав тяжке поранення, а Сьюард врятував йому життя, висмоктавши гангрену. ван Гелсінг першим розуміє, що Люсі стала жертвою вампіра, і він направляє Сьюарда та його друзів у їхніх зусиллях врятувати Люсі.
У ван Гелсінга був син, який помер. Він каже, що його син, якби він жив, мав би схожу зовнішність на залицяльника Люсі Артура Голмвуда («Моє серце обливається кров'ю за цього бідного хлопчика, цього дорогого хлопчика, так що у віці мого власного хлопчика я був настільки благословенний, що він живий, і з волоссям, і з очима такими ж»). Отже, ван Хельінг розвинув особливу прихильність до Голмвуда. Після смерті їхнього сина дружина ван Гелсінга збожеволіла від горя, але як католик він відмовляється розлучитися з нею («моя бідна дружина мертва для мене, але жива за церковним законом, хоча й без розуму, усі пішли, навіть я, який вірний чоловік цієї тепер недружини»).

Ван Гелсінг — один із небагатьох персонажів роману, які повністю фізично описані в одному місці. У розділі 14 Міна Гаркер описує його так:
чоловік середнього зросту, міцної статури, з розправленими плечима на широких, глибоких грудях і шиєю, добре збалансованою на тулубі, оскільки голова знаходиться на шиї. Врівноваженість голови вражає мене одразу, як свідчення думки і сили. Голова благородна, великого розміру, широка і велика за вухами. Чисто виголене обличчя має тверде, квадратне підборіддя, великий рішучий, рухливий рот, великий ніс, досить прямий, але з швидкими, чутливими ніздрями, які, здається, розширюються, коли великі густі брови опускаються вниз, а рот стискається. Чоло широке і тонке, піднімається спочатку майже прямо, а потім нахиляється назад над двома широко розставленими горбками або гребенями, такий лоб, що рудувате волосся не може спадати на нього, а природно спадає назад і в сторони. Великі темно-сині очі широко розставлені, вони швидкі, ніжні та суворі, залежно від настрою чоловіка.— Mina Harker's Journal, chapter 14, Dracula
Особистість ван Гелсінга Джон Сьюард, його колишній учень, описує так:
Він здається свавільною людиною, це тому, що він знає, про що говорить, краще, ніж будь-хто інший. Він філософ і метафізик, один з найпрогресивніших вчених свого часу, і він має, я вважаю, абсолютно відкритий розум. Це, разом із залізними нервами, характером крижаного струмка і незламною рішучістю, самовладанням і терпимістю, піднесеною від чеснот до благословення, і найдобрішим і найщирішим серцем, що б'ється, формує його обладнання для благородної роботи, яку він робить для людства, роботи як в теорії, так і на практиці, бо його погляди настільки ж широкі, як і його всеохоплююча симпатія.— Letter From Dr Seward to Arthur Holmwood, chapter 9, Dracula
У романі ван Гелсінг описується як такий, що має, очевидно, сильний іноземний акцент, оскільки він говорить ламаною англійською мовою та використовує німецькі фрази, такі як «Mein Gott» (англ. My God).
Екранізації роману, як правило, підкреслюють роль ван Гелсінга як експерта з вампірів, іноді до такої міри, що це зображується як його основне заняття. Однак у романі доктор Сьюард просить ван Гелсінга про допомогу просто тому, що хвороба Люсі спантеличила його, а ван Гелсінг «знає про незрозумілі хвороби стільки, скільки ніхто в світі».

### Розвиток
У 1897 році в інтерв'ю The British Weekly Стокер сказав, що ван Гелсінг «був заснований на реальному характері». У передмові Стокера 1898 року до шведської та ісландської версій «Дракули» він пише з точки зору всесвіту, що «високоповажний вчений, який виступає тут під псевдонімом, можливо, також занадто відомий у всьому освіченому світі, щоб його справжнє ім'я — яке я вважаю за краще не згадувати — залишалося прихованим від громадськості, особливо від тих людей, які з перших вуст навчилися цінувати і поважати його блискучий розум і майстерність, хоча вони не більше, ніж я, поділяють його погляди на життя».
Ван Гелсінг, можливо, був натхненний персонажами з «Кармілли» Шерідана Ле Фаню (1871–72), зокрема доктором Мартіном Гесселіусом, «який майже не коментує дивний наратив, який він представляє», і бароном Ворденбургом, «який прочитав „усі великі й малі твори“ про вампірів і який „виокремив систему принципів“, що керують існуванням вампірів».

### Розповідь
Граф Дракула, придбавши маєток Карфакс поблизу Лондона через повіреного Джонатана Гаркера, переїжджає в маєток і починає погрожувати Англії. Серед його жертв — Люсі Вестенра, яка відпочиває у Вітбі. У дівчини-аристократки є залицяльники, такі як Джон Сьюард, Артур Голмвуд і Квінсі Морріс, а також є найкраща подруга в особі Міни Мюррей, нареченої Гаркера. Сьюард, який працює лікарем у лікарні для божевільних, де один із пацієнтів, невиліковно божевільний Ренфілд, має психічний зв'язок із Дракулою, зв'язується з професором ван Гелсінгом щодо дивного стану Люсі. ван Гелсінг, розпізнаючи сліди на її шиї, зрештою робить висновок, що вона втрачала кров від укусу вампіра. Він здійснює багаторазове переливання крові. ван Гелсінг, Сьюард, Артур і Морріс здають їй кров, але щоночі вона продовжує втрачати кров. Він прописує їй часник, робить для неї намисто з часникових квітів і розвішує часник у її кімнаті. Він також дає їй розп'яття, щоб носити її на шиї. Смерть Люсі принесла її мати, яка очистила кімнату від часнику і відчинила вікно для свіжого повітря; слуга вкрав золоте розп'яття. Люсі помирає і після похорону повертається вампіркою, шукаючи дітей. Зрештою ван Гелсінг, Артур, Морріс і Сьюард звільняють нежить Люсі від її вампірського прокляття: Артур використовує молоток, щоб вбити кілок у її серце, а ван Гелсінг відрізає їй голову і кладе до рота часник.
Міна, яка тепер одружена з Гаркером, дедалі більше непокоїться через його мозкову лихоманку. ван Гелсінг переглядає свій щоденник, і здоров'я Гаркера повертається, коли він дізнається, що його переживання в Трансільванії були реальними. Міна виявляє, що різні листи та звіти надають додаткову інформацію про пересування Дракули, і ділиться ними з Гаркером, Сьюардом, Моррісом і ван Гелсінгом. Вони дізнаються, що резиденція Дракули в Карфаксі знаходиться неподалік від будинку Сьюарда, а дослідження ван Гелсінга розкриває слабкі та сильні сторони Дракули. Сьюард і ван Гелсінг також пишуть знайомому з університету, щоб той допоміг їм у подальших дослідженнях. Перебуваючи в помешканні Сьюарда, щоб краще спланувати стратегію боротьби з Дракулою, вони часто зустрічаються, і кожен з них має свої обов'язки. Під час наступної зустрічі у вікні видно кажана.
Щоб знищити Дракулу та запобігти подальшому поширенню зла, група заходить у його маєток у Карфаксі та як група вперше стикається з ним. Вони виявляють, що він купує нерухомість у Лондоні та його околицях, плануючи роздати їм 50 ящиків трансільванської землі, яку використовують як могили, щоб кожна власність стала безпечним лігвом. Вони відвідують ці лігва і кладуть священний хліб у ящики із землею, щоб «стерилізувати» їх, не даючи Дракулі можливості її подальшого використання. Дракула спокушає Ренфілда запросити його до резиденції Сьюарда. Сьюард і ван Гелсінг, які оперують Ренфілда, знаходять його тяжко пораненим, і Ренфілд повідомляє їм, що Дракула пішов до Міни. Вони йдуть до кімнати Міни та знаходять загіпнотизованого Гаркера, а Дракула дає Міні «Вампірське хрещення кров'ю», проклинаючи її та групу за змову проти нього. Учасники групи використовують священні предмети, щоб відігнати Дракулу, який втікає в іншу кімнату, як пара. Потім Дракула знищує всі тексти, які створила Міна, окрім одного, який був захований, і перед тим, як піти, ламає шию Ренфілду.
Ван Гелсінг кладе на чоло Міни облатку з причасним хлібом, щоб благословити її, але вона обпікає її тіло, залишаючи шрам. Міна, відчуваючи, що тепер вона пов'язана з Дракулою, просить ван Гелсінга загіпнотизувати її до світанку, єдиний час, коли вона відчуває, що може вільно говорити. Завдяки цьому гіпнозу вони дізнаються, що Міна має телепатичний зв'язок із Дракулою, що вона може сказати все, що він чує та відчуває, що може бути використано для відстеження його рухів. Міна погоджується, що будь-які плани слід приховувати від неї, побоюючись, що Дракула зможе прочитати її думки. Група має додаткові зустрічі з Дракулою, оскільки вони продовжують шукати його резиденції по всьому Лондону та стерилізувати коробки. Дізнавшись, що його остання могила знаходиться на борту човна, ван Гелсінг приходить до висновку, що Дракула тікає назад у свій замок.
Коли група переслідує Дракулу до Трансільванії, вони розбиваються на групи. Поки Міна і ван Гелсінг прямують до замку Дракули, інші намагаються влаштувати засідку на човен, на якому їде Дракула. З кожним днем вплив ван Гелсінга на Міну зменшується, а її поведінка змінюється: вона більше спить вдень, втрачає апетит до їжі і перестає писати у своєму щоденнику. Він виявляє, що вона не може перетнути коло з крихт причасного хліба. Пізніше до їхнього табору наближаються дружини-вампіри Дракули, але вони теж не можуть перетнути коло хліба. Після невдалих спроб виманити ван Гелсінга та Міну з кола, вони тікають назад до замку Дракули перед самим сходом сонця. Щоб уберегти Міну від небезпеки, ван Гелсінг зв'язує її в печері, а сам йде до замку Дракули вбивати вампірів.
Коли ван Гелсінг бігає замком, обшукуючи кімнати, він знаходить порожню гробницю Дракули і трьох жінок-вампірок, яких він бачив раніше. Він починає робити операцію на першій вампірці, але виявляється зачарованим її красою і не може змусити себе заподіяти їй шкоду. У своєму зачарованому почутті він навіть думає про любов до неї. Він виривається з цього зачарування, коли чує «крик душі» Міни, що його пробуджує. Він продовжує вбивати кілки в їхні серця й відрубувати їм голови одній за одною.
Ван Гелсінг повертається до Міни, і вони бачать решту своєї групи, коли вони переслідують групу ромів на перевалі Борго та заганяють їх у кут. Озброєні ножами та вогнепальною зброєю вони наздоганяють ромів і відкривають останню скриньку Дракули. Джонатан Харкер ставить свій ніж Кукрі на горло Дракули, а ніж Боуі Квінсі Морріса одночасно пронизує серце Дракули в останні хвилини денного світла. У цей момент тіло Дракули розсипається на прах. Після сутички видно, що Квінсі був смертельно поранений.
Через шість років ван Гелсінг бере на себе роль дідуся щодо юного Квінсі Гаркера, сина Джонатана та Міни.

## Інструменти
Ван Гелсінг використовує багато інструментів, щоб собі та його групі відбиватися від Дракули, вампірів і загалом перемогти нежить:
- Скелетні ключі, які використовуються для зламування замків, щоб відкрити двері багатьох лігвищ Дракули, розташованих по всьому Лондону.
- Вінок із зів'ялих часникових квітів.
- Срібне розп'яття.
- Священну гостію, привезену з Амстердама, поміщають у конверт або подрібнюють і посипають навколо нього по колу як захисний бар'єр.
- Електричні лампи, які можна прикріпити або закріпити на грудях.
- Револьвер і ніж для використання проти ворогів, слабших за Дракулу.[15]
- Гілку дикої троянди можна було покласти на труну з вампіром, знерухомивши його.[16]
- Горобина використовувалася для відлякування нежиті.
- Дерев'яний кілок і молоток, щоб пробити серце вампіра.[17]
- Золоте намисто з розп'яттям, подароване Люсі.

## На екрані

### Екранізації роману
- «Носферату, симфонія жаху» (1922) — перша кіноверсія «Дракули». Незважаючи на той самий основний сюжет, що й у романі, імена були змінені: ван Гелсінг — «професор Булвер» (Джон Готтовт) і з'являється лише в кількох сценах. На відміну від книги, він є другом «Томаса Гаттера» (версія Джонатана Гаркера у фільмі) до зустрічі з «Графом Орлоком» (перейменованого на Графа Дракулу), і він ніколи не зустрічається з вампіром віч-на-віч.
- У початковій версії фільму «Дракула» 1931 року з Белою Лугозі в головній ролі графа, професора ван Хельсінга зіграв актор Едвард ван Слоан, який раніше грав роль протилежного Лугосі на сцені. ван Слоан був єдиним членом акторського складу, який повторив свою роль у продовженні «Дочки Дракули» (1936).
- Едуардо Арозамена зіграв ван Хельсінга у іспанському фільмі «Дракула», знятий одночасно Юніверсалом (1931).

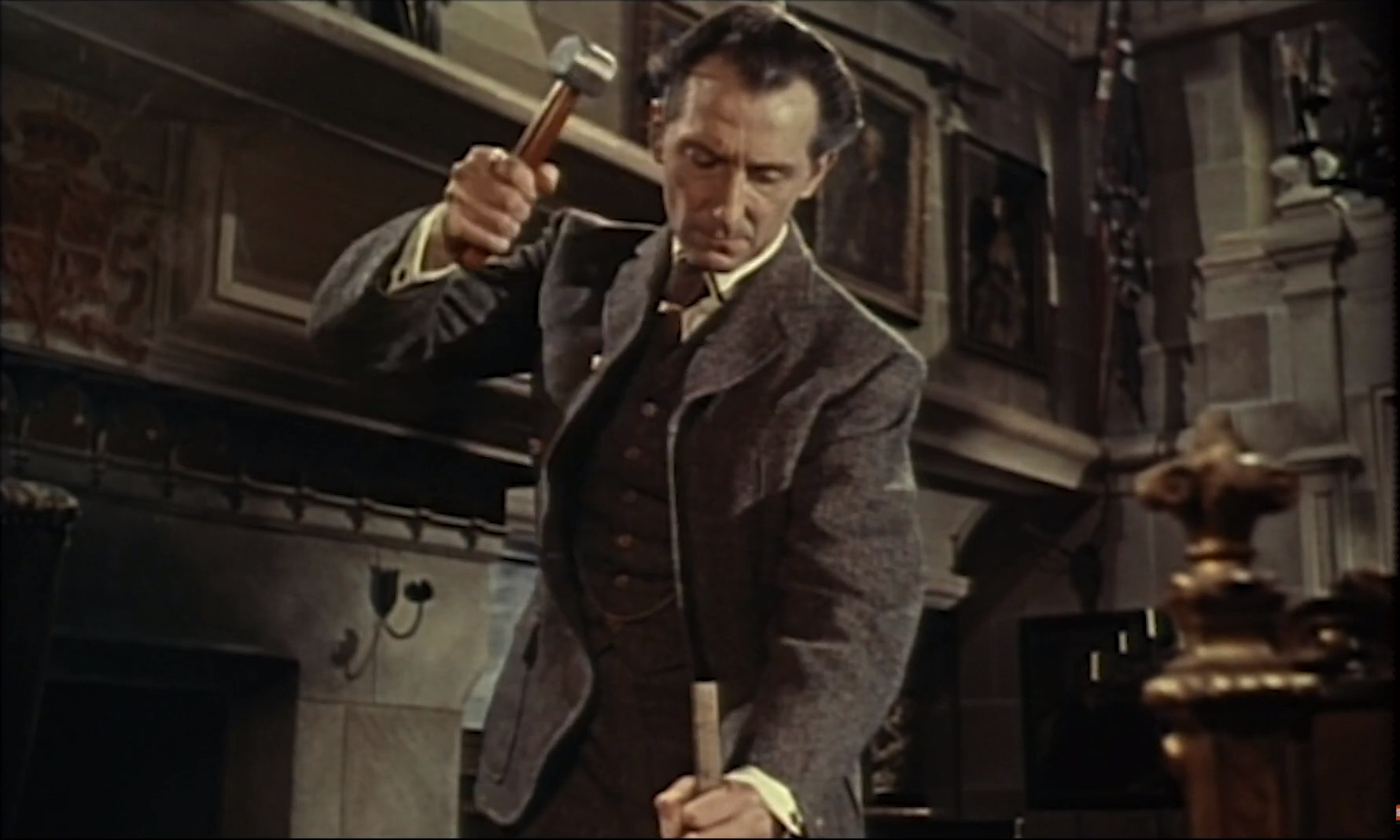
Пітер Кушинг у ролі ван Хельсінга у фільмі «Наречені Дракули».

- Доктор ван Гелсінг Пітера Кушинга у першому фільмі Hammer «Дракула» 1958 року та його продовженні «Наречені Дракули» 1960 року відрізнялися від роману тим, що актор зобразив персонажа помітно молодшим чоловіком (як і Крістофер Лі як граф), а також той, чиїм основним покликанням, схоже, є полювання на вампірів. Його ім'я ніколи не згадується, хоча в пізніших фільмах Hammer «Дракула», знятих у 1970-х роках (які, очевидно, існують в іншій часовій лінії), Дракула Лі бореться з «Лоррімером ван Гелсингом» Кушинга, онуком попереднього мисливця на вампірів, який з'являється як «Лоренс ван Гелсінг» (також Кушинг) у пролозі до Дракули AD 1972 . В останній постановці Гаммера Дракули «Легенда про 7 золотих вампірів» (розгортання дії в основному відбувається в 1904 році) Кушинг знову грає оригінального ван Гелсінга з серії Hammer.
- Герберт Лом зіграв ван Гелсінга у фільмі «Граф Дракула» (1970). На момент зйомки фільм був заявлений як найближча екранізація роману, хоча насправді він суттєво відрізняється від сюжету книги.
- Волтер Ладенгаст зіграв ван Гелсінга у фільмі «Носферату — привид ночі» (1979), ремейку фільму 1922 року.
- У версії «Дракули» Джона Бедема 1979 року ван Гелсінга зобразив Лоуренс Олів'є. Це був образ як немічного старого, чия донька стала однією з нежиті, що втягнуло його в конфлікт із графом Френка Лангелли, який зрештою коштував професору життя.
- Ентоні Гопкінс зіграв професора ван Гелсінга у фільмі Брема Стокера «Дракула» 1992 року. Знову ж таки, мається на увазі, що ван Гелсінг — обізнаний і надзвичайно досвідчений мисливець на вампірів, він часто виглядає дещо ексцентричним і неврівноваженим, невимушено обговорюючи, як вбити немертвих, незважаючи на жорстокі методи, і демонструючи безжалісність, відправляючи наречених Дракули, але він, проте, приводить групу друзів до перемоги над графом.
- У пародійному фільмі 1995 року «Дракула: Мертвий і задоволений цим» режисер фільму Мел Брукс грає професора ван Гелсінга.
- Девід Мороні зіграв ван Гелсінга у фільмі «Дракула: Сторінки щоденника Діви» (2002), чорно-білій версії королівського вінніпезького балету за романом.
- Рутгер Гауер зіграв у фільмі «Дракула 3D» (2012). У цій версії з'ясовується, що раніше він керував божевільнею під назвою Карфакс, і саме там він вперше зіткнувся з вампірами.
- Кіт Рей зіграв ван Гелсінга у фільмі «Відродження Дракули» (2012). Сеттинг модернізований до сучасної Каліфорнії, і ван Гелсінг тут відносно молодий і жорстокий мисливець на вампірів, який готовий вбивати людей, якщо ті стануть на шляху знищення вампірів.
- Крістін Прауті знався у фільмі «Дракула: оригінальний живий вампір» (2022). Тут ван Гелсінг змінює стать і стає детективкою, яка є дівчиною Міни, а також другом хіміка Джонатана Гаркера та лікаря Джека Сьюарда. Вона не вірить у вампірів і завжди покладається на логіку, на відміну від Гаркера, який переконаний, що вампіри існують. Вона вірить у це лише тоді, коли її змушують наприкінці фільму, та й то неохоче. Після битви з Дракулою виявляється, що вона стала вампіром.

### Телеадаптації роману

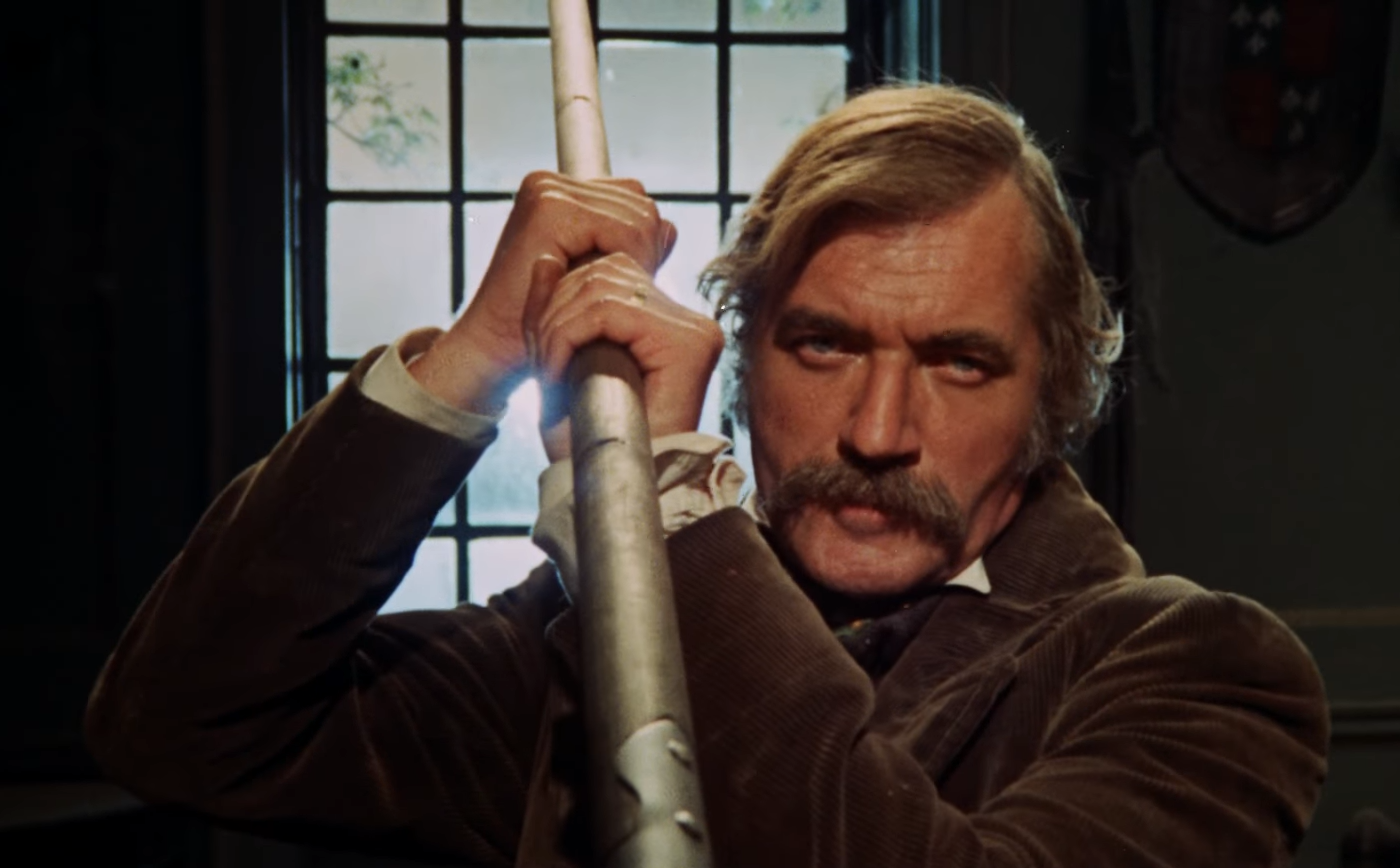
У фільмі Брема Стокера «Дракула» ван Гелсінга зіграв Найджел Девенпорт

- Бернард Арчард у фільмі «Дракула» (1968)
- Ота Скленчка у фільму Граф Дракула (1971)
- Нехемія Персофф у фільмі Дракула (1973)
- Найджел Девенпорт у фільмі Брема Стокера «Дракула» (1974)
- Френк Фінлей в адаптації ВВС «Граф Дракула» (1977)
- Джанкарло Джанніні (як Енріко Валенці) у фільмі «Дракула» (2002)
- Капітан Раджу в екранізації «Дракула» Asianet (2005)
- Девід Суше у фільмі «Дракула» (2006)
- Томас Кречман у фільмі «Дракула» (2013)
- Доллі Веллс (як сестра Агата ван Хельсінг / Зої ван Хельсінг) у телесеріалі «Дракула» (2020)

### Інші екранні появи персонажа

#### Фільми
- Джек Ґвілім у комедії жахів «Загін монстрів» (1987), де ван Гелсінг протистоїть графу Дракулі Дункана Регера.
- Пітер Фонда у фільмі «Надя» (1994)
- Крістофер Пламмер у фільмі «Дракула 2000» (2000). Після перемоги над графом Дракулою (Джерард Батлер) ван Гелсінг виявляє, що лорд вампірів не може померти звичайними способами знищення вампіра, і йому вдалося лише паралізувати його в стані смерті. Коли Дракулі вдається втекти після крадіжки його труни, дочка ван Гелсінга та його помічник здатні перемогти його після смерті старшого ван Гелсінга.
- Г'ю Джекман зіграв Габріеля ван Гелсінга у фільмі «Ван Гелсінг» (2004) разом із колегами Кейт Бекінсейл і Річардом Роксбургом, приблизно заснованим на персонажі Стокера. Бувши знайденим на сходах церкви кілька років тому з повною амнезією, Габріель полює на монстрів для таємної організації, що складається зі світових релігій (відомих як Лицарі Священного Ордену), щоб позбавити світ від зла, «про існування якого решта людство навіть не підозрює», хоча він є найбільш розшукуваною людиною в Європі за свої помітні дії. У фільмі, щоб убити графа Дракулу, його відправляють до Трансильванії. Коли він прибуває, Дракула розповідає Габріелю, що вони вже зустрічалися і мають чималу спільну історію, при цьому протягом фільму Дракула відкриває, що ван Гелсінг був тим, хто спочатку його вбив, а також претендує на право власності на характерну каблучку, яку ван Гелсінг носив, скільки себе пам'ятає. Значною мірою натякають, що Гавриїл насправді є ангелом Гавриїлом, з нечіткими посиланнями на вбивцю Дракули як на «Ліву руку Бога». Джекман також озвучив персонажа в анімаційному спін-оффі «Ван Гелсінг: Лондонське призначення» (2004).
- Девід Керрадайн зіграв у фільмі «Остання секта» (2006).
- Воллес Шон у фільмі «Вампи» (2012).
- Марк Топпінг зіграв ван Гелсінга у фільмі Брема Стокера «Ван Хельсінг» (2021).
- 6 грудня 2020 року було оголошено, що Джуліус Евері зніме перезапуск фільму про ван Гелсінга для Universal Pictures, а продюсером трилера жахів стане Джеймс Ван.[18]

#### Телебачення
- Девід Ворнер у телесеріалі «Бульварні жахіття» (2014), гематолог, якого консультував Віктор Франкенштейн. Зрештою він визнає, що давно знає про вампірів, і пропонує дати Франкенштейну деякі вкрай необхідні інструкції з цього питання.
- Майкл Еклунд у телесеріалі «Ван Гелсінг» (2019), первісний патріарх родини ван Гелсінг, якому вдалося раніше зловити Темного і зустрічається з його спадкоємицею Ванессою ван Гелсінг.
- Процедура в сучасному Нью-Йорку з ван Гелсінгом у ролі борця зі злочинністю та його колишньою Міною Гаркер у ролі спеціальної агенткою ФБР розробляється на CBS та Lionsgate Television.[19]

## Поява в інших медіа

### На сцені
- У п'єсі Гамільтона Діна ван Гелсінга «Дракула» 1924 року зображено як заклятого ворога Дракули. Сам Дін грав роль у британських постановках п'єси. У 1927 році п'єса була представлена на Бродвеї продюсером Горасом Ліверайтом, який найняв Джона Л. Балдерстона переглянути сценарій для американської аудиторії. Роль ван Гелсінга на Бродвеї виконав Едвард ван Слоан. Саме завдяки цій п'єсі та її адаптації до фільму 1931 року в популярну культуру було введено уявлення про ван Гелсінга як про заклятого ворога Дракули (у романі вони ніколи не розмовляли, і Дракула ніколи не виділяв ван Гелсінга з групи людей, які були за ним).
- У бродвейській постановці «Дракула, мюзикл» Френка Вайлдгорна ван Гелсінга зіграв Стівен Гендерсон.
- У франко-канадському мюзиклі 2006 року «Дракула — кохання та смерть» ван Гелсінга зіграв П'єр Флінн.
- У французькому мюзиклі 2011 року «Дракула, кохання та фортеця смерті» ван Гелсінга зіграв Аймерік Рібо.
- 2019 року в постановці Північного балету «Дракула» Девіда Ніксона ван Гелсінга зіграла Ешлі Діксон. Виробництво було записано та показано в кінотеатрах Великобританії на Гелловін, а потім транслювалося на BBC4 2020 року.[20]

### Романи
- Роман Роберта Статцера «Любити вампіра» (ISBN 978-1721227310) розповідає про дні ван Гелсінга як студента-медика, зображуючи його перше зіткнення з окультизмом під час зустрічі з графинею Єлизаветою Баторі та її племінницею Карміллою Карнштейн. Спочатку опублікована як серія на сторінках журналу Scary Monsters Magazine з березня 2011 року по червень 2013 року, переглянута версія «Любити вампіра» була перевидана в м'якій обкладинці та на Kindle у червні 2018 року.
- У романі Дейкра Стокера «Дракула немертвий» 2009 року ван Гелсінг — 75-річний чоловік із проблемами серця, який, очевидно, зазнав ганьби в медичній професії за смерті, спричинені неправильним переливанням крові (хоча він захищає свою репутацію, стверджуючи, що що ніхто не знав про групи крові набагато пізніше). Він також ненадовго був підозрюваним у вбивствах як Джек Різник завдяки своїм знанням анатомії та репутації калічення трупів з невизначених причин. Пізніше, після зустрічі з Дракулою, яка показала, що Дракула насправді полював на справжнього монстра Елізабет Баторі, він сам стає вампіром. Але ван Гелсінг був убитий у протистоянні з Артуром Голмвудом, оскільки Голмвуд не міг прийняти відкриття, що вони полювали на неправильну загрозу. Голмвуд кидається на ван Гелсінга, в результаті чого пара випадає з вікна та вбивається на паркан внизу.
- У романі П. Н. Елрода «Квінсі Морріс, вампір» розгортається історія майже відразу після завершення «Дракули» Брема Стокера, але в цій історії (яка показує вампірів у більш симпатичному світлі) ван Гелсінг непохитний і непохитний у своїх переконаннях і ненависті до вампірів до такої міри, що врешті-решт відштовхує від себе своїх колишніх друзів і союзників.
- У епістолярному романі Едварда М. Ерделака «Тероволас» 2012 року ван Гелсінг страждає від нападу божевілля, що випливає з його зустрічі з нареченими Дракули, і віддається опіці Сьюарда. Після звільнення він добровільно відвозить особисті речі Квінсі Морріс на родинне ранчо Моррісів у Техасі, але виявляється втягнутим у ще більш надприродні справи, пов'язані з групою загадкових норвезьких ранчо-власників.
- Роман-комікс «Щоденник Дракули» Майкла Гіра та Майкла Корбі (ISBN 978-0825301438) повністю переказує роман Стокера, де молодий граф Дракула (який вчився поводитися як справжній британський джентльмен) стає таємним агентом уряду Її Величності, а ван Гелсінг — ворожим агентом іноземної держави, якому постійно перешкоджає Дракула.
- У фільмі «Плівки Дракули» (1975) Фреда Саберхегена психотичний, фанатичний, незграбний ван Гелсінг протистоїть скромному, хоча й безжальному Дракулі.
- У книзі «Ікла» Джона Маркса переосмислений ван Гелсінг розділений на двох окремих персонажів, а саме Клементину Спенс і Остін Тротту.
- Він також з'являється в серіалі «Департамент 19» Вілла Гілла.
- У романі Марка А. Латана «Зрада в крові» 2017 року Майкрофт Холмс просить свого брата Шерлока розслідувати «Екіпаж світла» ван Хельсінга після того, як з них знято звинувачення у вбивстві через вампірську природу Дракули. У ході розслідування Холмс і доктор Ватсон розуміють, що ван Гелсінг насправді «відставний» німецький шпигун, який маніпулював Сьюардом і Гаркерами, допомагаючи його кампанії проти Дракули, Сьюарда через його лояльність і Гаркерів через шантаж їхньої ролі в смерть колишнього роботодавця Джонатана. Він також організував смерть Квінсі Морріса, і майже прямо стверджується, що він маніпулював Голмвудом у його новому шлюбі з жінкою, яка надає ван Гелсінгу невідомі послуги. Холмс робить висновок, що насправді Дракула ніколи не був вампіром; ван Гелсінг підробив усі відповідні докази, як-от найняв актрису, побіжно схожу на Люсі, для нападу на дітей після її смерті. Насправді Дракула був самотнім старим і сам колишнім шпигуном, чиїм єдиним злочином був давній роман із дружиною ван Гелсінга, який породив сина, якого віддали на усиновлення і став Артуром Голмвудом. Наприкінці справи ван Гелсінг покінчив життя самогубством, застрелившись у ванній поїзда, а Холмс і Ватсон везли його назад до Англії, щоб постати перед судом після останньої сутички в Трансліванії.
- У кінці роману «Дракул», офіційного приквела до роману Брема Стокера, написаного Дакре Стокером і Дж. Д. Баркером, діалог між Бремом Стокером і Міною Гаркер припускає, що ван Гелсінг і Арміній Вамбері могли бути однією людиною.

### Радіо та аудіо
- У радіодрамі «Дракула» The Mercury Theatre on the Air, яка вийшла в ефір 1938 року, ван Гелсінга озвучив Мартін Гейбель. Дракулу озвучив Орсон Веллс.
- В аудіодрамі «Заплутаний клубок» від Big Finish Productions (адаптація новели Девіда Стюарта Девіса) ван Гелсінг, діючи сам, об'єднує зусилля з Шерлоком Холмсом і доктором Ватсоном, щоб дослідити присутність вампірів у Лондоні. Хоча спочатку вони не вірили в переконання ван Гелсінга, коли читали про його лекції про вампірів, дует приймає його слова, коли вони стикаються з вампіром у Гемпстед-Гіті і ледь не гинуть від його рук, приєднуючись до ван Гелсінга, щоб проткнути вампіра кілками. У той час як ван Гелсінг змушений зосередитися на своїх лекціях протягом наступних кількох днів, він залишає своє обладнання для полювання на вампірів Холмсу і Ватсону, які вистежують Дракулу в Дартмурі, де він сховався в Баскервіль-Голі, і можуть перемогти його, користуючись порадами ван Хелсинга. Після перемоги над Дракулою у пастці в Гримпенському болоті на сході сонця Холмс дарує ван Гелсінгу перстень Дракули на згадку про їхню перемогу, роблячи висновок, що саме дослідження ван Гелсінга дозволили йому знищити Дракулу.

### Комікси
Авраам ван Хельсінг також був зображений у серії коміксів Marvel «Гробниця Дракули», яка заснована на героях роману Брема Стокера, включаючи його правнучку Рейчел ван Гелсінг.
У міні-серіалі коміксів Marvel «Люди Ікс: Апокаліпсис проти Дракули» ван Хельсінг об'єднує сили з безсмертним мутантом Апокаліпсисом і його прихильниками, кланом Аккаба, щоб знищити Дракулу, їхнього спільного ворога. Відзначається, що ван Гелсінг раніше стикався з Апокаліпсисом і раніше вважав його вампіром.
В італійському коміксі «Мартін Містер» та окремому серіалі Storie di Altrove / «Історії з інших місць» ван Гелсінга звуть Річард. Спочатку він був лицарем на службі у імператорів Священної Римської імперії, але 1475 року його схопили воїни нежиті з Ордена Дракона і волоський князь Влад Дракула перетворив його на вампіра. Через чотири століття ван Гелсінг убив Дракулу, а пізніше приїхав до Лондона, щоб розкрити справу Джека Різника, зрештою виявивши, що вбивцями керували демони з іншого світу. 1902 року він працював разом з воскреслим Дракулою, щоб запобігти вбивству короля Едуарда VII.

## Медіа за участю нащадків ван Гелсінга
Існують численні художні твори, які зображують нащадків ван Гелсінга, які продовжують сімейну традицію.

### Фільми
- Кілька фільмів Hammer Film Productions про Дракулу показують інших членів родини ван Гелсінга разом із Пітером Кушингом у ролі Доктора; «Легенда про 7 золотих вампірів» (1974), дія якої відбувається на початку 1900-х років, показує його сина Лейланда, якого грає Робін Стюарт. Між тим, у новітнього Лоррімера ван Гелсінга є онука на ім'я Джессіка як у «Дракулы, рік 1972», яку грає Стефані Бічем, так і в «Сатанинських обрядах Дракули», яку грає Джоанна Ламлі.
- Фільм 1979 року «Кохання з першого укусу» — це комедійна пародія, в якій Дракула закохується, а Джеффрі Розенберг, онук Фріца ван Гелсінга, намагається його вбити.
- У фільмі 1989 року «Захід сонця: Вампір у відступі» Роберта ван Гелсінга, правнука Авраама ван Гелсінга грає Брюс Кемпбелл.
- У фільмі 2000 року «Дракула 2000» Джастін Водделл грає доньку ван Гелсінга Мері.
- У фільмі каналу Disney 2000 року «Мама має побачення з вампіром» Малачі ван Гелсінг полює на вампіра Димітрія, який полює на матір головних героїв.
- У прямому відеофільмі 2004 року «Дракула 3000» знявся капітан Абрагам ван Гелсінг (роль якого зіграв Каспер ван Дін), нащадок оригінального ван Гелсінга та капітан рятувального космічного корабля.
- У прямому відеофільмі 2004 року «Пригоди юного ван Гелсінга» показано, як правнук Авраама ван Гелсінга Майкл (Кейт Джордан) рятує світ від Саймона Магуса.
- У фільмі Брема Стокера «Прокляття Дракули» 2006 року з'являється персонаж на ім'я Джейкоб ван Гелсінг (Ретт Джайлз), який вважається нащадком оригіналу.
- Фільм 2009 року «Стен Гелсінг» — комедійний фільм, присвячений сатирі на нащадка ван Гелсінга з художнього фільму 2004 року.
- У телефільмі 2012 року «Скубі-Ду! Музика вампіра», письменник на ім'я Вінсент ван Гелсінг, є праправнуком Авраама ван Гелсінга.
- У фільмі 2013 року «Дракула: Темний принц» Леонардо, який жив у XVI столітті, грає Джон Войт.
- Абрагам ван Хельсінг з'являється у фільмі 2018 року «ГМонстри на канікулах 3», озвученому Джимом Геффіганом. Окрім того, що він був заклятим ворогом графа Дракули, ван Гелсінгу вдалося мати правнучку на ім'я Еріка ван Гелсінг (озвучена Кетрін Ган), капітана корабля, який є центральним у фільмі. На сьогоднішній день Авраама механізували, щоб уникнути смерті, коли від нього залишилися лише голова та руки. Дракула закохується в Еріку, не знаючи аж до кульмінації, що вона походить від його давнього заклятого ворога. У пролозі фільму ван Гелсінг робить численні жартівливі спроби вбити Дракулу. ван Гелсінг повертається у другорядній ролі в сіквелі 2022 року «Монстри на канікулах 4».
- 20 травня 2020 року було оголошено, що Пітер Дінклейдж і Джейсон Момоа знімуться в пригодницькому фільмі про вампірів «Хороший, поганий і нежить».[21]

### Телебачення
- Дитячий анімаційний фільм The Thames Television 1988—1993 років «Граф Дакула» показав персонажа доктора фон Гусвінга, озвученого Джиммі Гіббертом. Божевільний вчений і мисливець на вампірів, фон Гусвін — це пародія на ван Гелсінга. Це Гусвін, який розмовляє з німецьким акцентом і одягнений у вбрання, схоже на Шерлока Холмса. Він невпинно переслідує графа Дакулу, так і не зрозумівши, що Дакула насправді абсолютно нешкідливий. Він жахливий учений, який часто отримує травми від власних божевільних винаходів, і він надзвичайно неуважний, часто стикається з Дакулою та розмовляє з ним кілька хвилин, не усвідомлюючи, з ким він говорить.
- Серіал 1990 року «Дракула: серіал» мав Бернарда Беренса як Густава Гелсінга. Він піклувався про своїх двох племінників, Крістофера Таунсенда та Макса Таунсенда. Вони билися з Дракулою, який у сучасному світі прийняв ім'я Олександр Лукард. У цій версії син Густава Гелсінга, Клаус Гелсінг (Герайнт Він Девіс), був перетворений на вампіра Олександром Лукардом (Дракулою).
- У серіалі CBBC 2006 року «Молодий Дракула» показано, як містер Ерік ван Гелсінг — імовірно нащадок свого більш відомого попередника, хоча й не мав жодного зв'язку — намагаючись знищити графа Дракулу та його дітей, яких розлючений натовп вигнав з Трансильванії, і які тепер жили в сільській місцевості Вельсу. Ерік живе в вагончику зі своїм сином Джонатаном. Є також посилання на попередніх вбивць вампірів ван Гелсінга.
- У серіалі 2006 року «Пригоди Тома і Джеррі», епізоді «Monster Con», ван Гелсінг з'являється з Томом і використовує частину свого обладнання, щоб зловити Джеррі, але натомість ловить кількох привидів і перетворюється на кота-перевертня, коли його вкусив друг Джеррі, теж перевертень.
- Серіал ITV 2009 року «Демони» розповідає про правнука Авраама Люка Резерфорда (Крістіан Кук).
- SyFy транслює епізодичний телевізійний серіал «Ван Гелсінг», автором якого є Ніл ЛаБют. Головна героїня — Ванесса ван Гелсінг (Келлі Овертон), яка, як кажуть, є пра-пра-правнучкою Авраама ван Гелсінга.[22] Авраам ван Гелсінг з'являється в четвертому сезоні, а також з'являються інші персонажі, пов'язані з ним.
- У серії FX 2019 року «Чим ми займаємося в тінях» Гільєрмо, відданий знайомий Нандора Невблаганного зі Стейтен-Айленда, який випадково вбив двох вампірів, за допомогою тесту ДНК дізнається, що одного з його предків звали ван Гелсінг. Наляканий, він каже: «Ван Гелсінг не справжній», але потім міркує: «Вампіри справжні». У сезоні 2 він бореться зі своїм походженням, яке зробило його надзвичайно вправним вбивцею вампірів, убиваючи десятки людей, щоб захистити свого господаря до кінця сезону 2.

### Книги та оповідання
- Оповідання Джо Хілла «Хлопчики Авраама» розповідає про пенсіонера Авраама ван Гелсінга та його двох синів і про те, як він передає їм свої знання. Розповідь увійшла до антології «Багатоликий ван Гелсінг» .
- За «Довідником мисливця на вампірів», Абрагам не був першим ван Гелсінгом, який зіткнувся з вампірами. Вважається, що книга написана Рафаелем ван Гелсінгом у XVIII столітті. Його також передували «Посібник мисливця на демонів» Абелярда ван Гелсінга (XVI століття) і «Посібник мисливця на драконів» Аделії Він Гелсін (XІV століття). Передбачувані автори посилаються один на одного (у тих випадках, коли це має сенс) та на інших ван Гелсінгів.
- Подібним до вищезгаданих довідників є «Вампір: жахливий втрачений журнал доктора Корнеліуса ван Гелсінга», написаний Мері-Джейн Найт, але приписується доктору Корнеліусу ван Гелсінгу. Книга передбачає, що Корнелій є братом Авраама.
- «Молодий Дракула» Майкла Лоуренса згадує фермера на ім'я Двеб ван Гелсінг.
- У Т"аємній книзі" і продовженнях Джеспера Тілберга та Пітера Бергтінга головним героєм є правнук Авраама Леннарт ван Гелсінг (не плутати з Леннартом Гельсінгом).
- У романах Джаспера Ффорде Thursday Next неодноразово згадується «Газета ван Гелсінга».

### Аніме і манга
- У манзі та аніме Хеллсінг сучасний нащадок Інтегра Хеллсінг очолює ударну групу британського уряду проти надприродної загрози. Історія також включає її батька Артура та дядька Річарда. Пізніше з'ясовується, що головний герой Алукард насправді є Дракулою, і він став слугою сім'ї Гелсінгів після того, як його переміг дід Інтегри, Абрагам ван Гелсінг. Однак у цьому втіленні ван Хеллсінги є не римо-католиками, а протестантами.
- Абрагам ван Гелсінг також є персонажем аніме «Код: Реалізація».

### Комікси та графічні романи
- У серії коміксів «Гробниця Дракули» Рейчел ван Гелсінг, онука Авраама, була головною учасницею головних мисливців на вампірів. Другорядними героями були дружина Авраама Єлизавета і його брат Борис.
- У коміксі DC «Нічні сили» зображена онука Авраама Ванесса ван Гелсінг.
- «Меч Дракули» — комікс із Веронікою «Ронні» ван Гелсінг.
- «Гелсінг» — це назва коміксів Calibre Comics про Саманту Гелсінг і Джона ван Гелсінга.
- У коміксах «Вампірелла» розповідається про мисливців на вампірів «батько-син» Конрада та Адама ван Гелсінга.
- У «Лізі надзвичайних джентльменів» на ван Гелсінга та історію Дракули натякає головна героїня Міна Мюррей (в романі обрана наречена Дракули).
- Графічні романи Zenescope Entertainment «Гелсінг» (про Лізл ван Гелсінг) вважаються натхненням для телесеріалу «Ван Гелсінг».

### Ігри
- У відеогрі 2004 року «Ван Хельсінг» фігурує Габріель ван Гелсінг. Гравець використовує персонажа, щоб полювати на Дракулу в Трансільванії.
- 2011 року Team Fortress 2 додала через оновлення набір костюмів для класу Снайпер під назвою «Кемпер ван Гелсінг», який можна використовувати лише для заходів Гелловін.[23] Через три роки було додано подібний набір костюмів для Солдата з тими ж обмеженнями на Гелловін під назвою «Сержант Гелсінг».[24]
- Гра «Неймовірні пригоди ван Гелсінга» 2013 року зосереджена на випробуваннях юного ван Гелсінга, сина легендарного мисливця на вампірів Авраама ван Гелсінга.
- ван Гелсінг був адаптований як персонаж у «MechQuest», де він грає професійного мисливця на вампірів. Він зображений так має брата, іншого мисливця, який виглядає ідентичним йому та зрештою замінює його.
- ван Гелсінг є потенційним любовним інтересом для головного героя візуальної новели «Отоме» «Код: Здійснити ~Охоронець Відродження~».
- ван Гелсінг і Дракула були зображені як танки у World of Tanks Blitz, популярній танковій онлайн-грі. ван Гелсінга зображували як винищувача танків королівського вигляду із складним дизайном і сценами з книги на боці танка. Дракула зображений у вигляді середнього танка в чистому чорному кольорі, дуже швидкому і без малюнків. Танки були доступні під час Гелловінського заходу 2016 року.
- ван Гелсінг був зображений разом з іншими з книги в «Люті Дракули», грі, де мисливці повинні вистежити та вбити Дракулу.
- У шутері від першої особи «Overwatch» 2016 року персонаж Коул Кессіді зображує його в однойменному скіні, присвяченому події.
- У доповненні 2021 року для Magic the Gathering, відомому як «Інністрад: Багряна обітниця», карта «Спаситель Олленбека» має альтернативну художню версію під назвою «Авраам ван Гелсінг».
- У «Terrordrome: Reign of the Legends» як ігровий персонаж грає Алекс ван Гелсінг.

### Тематичні парки
На Гелловінські ночі жахів 2024 року Universal Studios створила оригінальний будинок з привидами за мотивами франшизи «Універсальні монстри» під назвою «Універсальні монстри: Вічні родоводи». У будинку з'являється Саскія ван Хелсинг, остання спадкоємиця Авраама, яка присягається помститися дочці Дракули, Марії Залеській, за смерть свого брата. Щоб боротися з нечестивим альянсом Марії, Лондонської Вовчиці та Анк-Су-Намун, вона об'єднує зусилля з нареченою Франкенштейна. Дім закінчується тим, що Марія відрубує голову Саскії, а Наречена забирає її тіло на спочинок до склепу ван Хелсингів.